# 추령로
추령로(Buljae-ro)는 전라남도 담양군 용면 추성삼거리에서 전북특별자치도 정읍시 내장동을 잇는 도로이다.

## 주요 경유지
전라남도
- 담양군 (용면)

전북특별자치도
- 순창군 (복흥면) - 정읍시 (내장동)

## 노선
| 이름             | 접속 노선                | 소재지 | 소재지                           | 비고 |
| ---------------- | ------------------------ | ------ | -------------------------------- | ---- |
| 추성삼거리       | 국도 제29호선 (추월산로) | 담양군 | 용면                             |      |
| 밀재             |                          | 담양군 | 용면                             |      |
|                  | 순창군                   | 복흥면 |                                  |      |
| 대방2교          | 순창군                   | 복흥면 |                                  |      |
| 복흥우체국사거리 | 순창군                   | 복흥면 | 지방도 제792호선 (가인로)        |      |
| 농암삼거리       | 순창군                   | 복흥면 | 단풍로                           |      |
| 반월 교차로      | 순창군                   | 복흥면 | 국가지원지방도 제49호선 (백암로) |      |
| 반월교           | 순창군                   | 복흥면 |                                  |      |
| 동산교           | 순창군                   | 복흥면 |                                  |      |
| 서지 교차로      | 순창군                   | 복흥면 |                                  |      |
| 내장산단풍고개   |                          | 정읍시 | 내장동                           |      |
| (이름없음)       | 내장산로                 | 정읍시 | 내장동                           |      |
| 내장산로 와 직결 |                          |        |                                  |      |

## 주요 건물및 시설
- 복흥보건지소 (전북특별자치도 순창군 복흥면 추령로 1141)
- 농협 서순창 농협 본점 (전북특별자치도 순창군 복흥면 추령로 1151)
- 복흥 119지역대 (전북특별자치도 순창군 복흥면 추령로 1157-1)
- 복흥면 행정복지센터 (전북특별자치도 순창군 복흥면 추령로 1159)
- 복흥순창 우체국 (전북특별자치도 순창군 복흥면 추령로 1168)
- 농협 서순창 농협주유소 (전북특별자치도 순창군 복흥면 추령로 1181-1)
- S-OIL 추령주유소 (전북특별자치도 순창군 복흥면 추령로 1727)